# Tiedong, Siping
Tiedong är ett stadsdistrikt och säte för stadsfullmäktige i Siping i Jilin-provinsen i nordöstra Kina. Det ligger omkring 100 kilometer sydväst om provinshuvudstaden Changchun. 